# Rhabditis sylvatica
Rhabditis sylvatica är en rundmaskart. Rhabditis sylvatica ingår i släktet Rhabditis och familjen Rhabditidae. Inga underarter finns listade i Catalogue of Life.